# Eduard Friš
Eduard Friš, neformálně Edo Friš (27. ledna 1912, uváděno též 21. ledna 1911, Stará Ľubovňa – 14. května 1978 Bratislava), byl slovenský a československý historik, publicista a politik Komunistické strany Slovenska (respektive KSČ). Poválečný poslanec Prozatímního Národního shromáždění a Národního shromáždění ČSR.

## Biografie
Pocházel ze židovské rodiny. Jeho otec Armin Frisch byl známým právníkem (zemřel za druhé světové války v koncentračním táboře). Eduard v roce 1930 dostudoval gymnázium a téhož roku nastoupil na Právnickou fakultu Univerzity Komenského. V předválečném období působil jako koncipient v advokátní kanceláři Zoltán-Fridrich. Během vysokoškolských studií se zapojil do komunistického hnutí. Byl členem Spolku socialistických akademiků a spolupracovníkem časopisu DAV (okolo kterého vznikla skupina slovenských levicových intelektuálů, tzv. davisté). Od roku 1932 byl členem studentské komunistické organizace Kostufra a v roce 1935 vstoupil do KSČ. Téhož roku získal na Univerzitě Komenského doktorát.
V roce 1939 emigroval do Polska a počátkem září 1939 do Sovětského svazu. Za druhé světové války působil v exilu v Moskvě. V letech 1940–1941 pracoval v Moskvě v Nakladatelství cizojazyčné literatury. Po napadení SSSR Německem usedl do funkce šéfredaktora slovenského vysílání moskevského rozhlasu, kde pracoval až do roku 1945. V exilu osobně poznal vedoucí představitele Zahraničního byra ÚV KSČ.
Do tuzemské politiky se vrátil po osvobození. Na konferenci KSS v Žilině v srpnu 1945 byl zvolen do sekretariátu Ústředního výboru KSS jako tajemník pro agitačně-propagační činnost. Již 8. dubna 1945 byl zvolen členem prozatímního Ústředního výboru Komunistické strany Československa. V roce 1945 publikoval v listu Nové slovo. Od poloviny roku 1947 až do konce roku 1951 byl Friš šéfredaktorem slovenského komunistického deníku Pravda. V lednu 1948 se účastnil místo nepřítomného Viliama Širokého porady slovenských a českých komunistů o vymezení kompetencí slovenských orgánů v chystané nové ústavě.
V letech 1945–1946 byl poslancem Prozatímního Národního shromáždění za KSS. V parlamentu setrval až do parlamentních voleb v roce 1946. Znovu v parlamentu usedl po volbách do Národního shromáždění roku 1948. Na postu poslance zůstal do roku 1954. V 50. letech byl politicky pronásledován v rámci frakčního boje v KSČ. V květnu 1963 se sešel sjezd Svazu slovenských novinářů, na kterém se řešily politické procesy stalinistické éry. Jedním z výsledků sjezdu byla výzva, aby pronásledovaní komunisté jako Eduard Friš či Gustáv Husák mohli veřejně obhajovat své názory. Byla jim zároveň adresována omluva za minulá příkoří.
V letech 1966–1967 se zapojil do veřejné polemiky okolo odkazu válečného tzv. slovenského štátu. Zatímco Juraj Fabian a Roman Kaliský uznávali, že slovenský stát plnil alespoň roli ochrany národa před maďarským revizionismem, Friš to odmítl považovat za důvod pro ospravedlňování válečného slovenského režimu. V letech 1961–1971 pracoval v Historickém ústavu Slovenské akademie věd. Za normalizace byl popisován jako pravicový oportunista (hanlivý termín používaný na přelomu 60. a 70. let pro exponenty reformního hnutí v KSČ v roce 1968).